# معركة وجدة
معركة وجدة هي مواجهة عسكرية وقعت في عام 1359 حين قاد السلطان المريني أبو سالم إبراهيم بن علي هجوما ضد جيش أبو حمو موسى الثاني. التقي الجيشان بالقرب من مدينة وجدة في المغرببينما كان جزء آخر من الجيش المريني يستولي على مدينة تلمسان، ويعلن سلطانًا مرينيًا جديدًا.

## الخلفية التاريخية
سعى السلطان الزياني أبو حمو موسى الثاني لإعادة عائلته لحكم مدينة تلمسان بعد وفاة السلطان المريني أبو عنان فارس، فغادر السلطان الزياني تونس حيث كان يحتمي، وجمع أنصاره من الزيانيين حوله لكي يستعيدوا السيطرة على مدينة تلمسان من جديد. وما أن بلغ هذا الخبر مسامع الحسن بن عمار وزير الدولة المرينية حتى أرسل جيشًا من المرينيين لاستعادة مدينة تلمسان من الزيانيين. تعرض جزءٌ من هذا الجيش المريني للهجوم على يد جيش أبي حمو بالقرب من مدينة وجدة، بينما تمكن الجزء الآخر مؤقتًا من استعادة السيطرة على مدينة تلمسان، والتي كان السلطان الزياني قد أخلاها من قبل. اضطر جيش المرينيين إلى الانسحاب والعودة إلى المغرب الأقصى بعد إعلان منصور بن سليمان سلطانًا جديدًا للدولة المرينية.

## المعركة
أرسل سلطان الدولة المرينية جيشًا من المرينيين لمحاربة جيش بنو زيان الذي قاده أبو حمو موسى الثاني في محاولة منه لاستعادة السيطرة على مدينة تلمسان، فالتقي الجيشان بالقرب من مدينة وجدة، حيث تمكن بنو زيان من هزيمة الجيش المريني وجيش الموحدين. ولجأ قادة الجيش المريني إلى مدينة وجدة. أما الجزء الآخر من الجيش المريني فبقي في مدينة تلمسان حتى تم إعلان سلطان ماريني جديد فعاد الجيش المريني عندئذ إلى مملكته.

## النتائج
تمكن أبو حمو موسى الثاني من العودة إلى مدينة تلمسان دون صعوبة بينما تراجع الجيش المريني بقيادة السلطان منصور بن سليمان لمحاصرة مدينة فاس. استغل السلطان الزياني الحرب الأهلية التي كانت دائرة في مملكة المرينيين لتأكيد سيطرته على منطقة المغرب العربي، فجلب القبائل العربية المقلية وأقامها في المنطقة الواقعة بين مدينة تلمسان ومدينة وجدة، ومن هناك إلى مصب نهر ملوية لتكون بمثابة حصن له لتأمين مدينته من هجوم المرينيين.